# Грегор Балажиц
Грегор Балажиц (словен. Gregor Balažic; нар. 12 лютого 1988, Мурська Собота, СФРЮ) — словенський футболіст, захисник клубу «Партизан» (Белград).

## Біографія

### Клубна кар'єра
Грегор провів два роки у молодіжному складі ліссабонської «Бенфіки». В сезоні 2004/05 провів 1 матч за словенську команду «Мура».
Пізніше Балажиц виступав у Іспанії, спочатку за молодіжний склад «Еспаньйола», а згодом за клуб «Агілас». «Агілас» виступав у Сегунді B, Ґрегор провів всього 2 матчі за команду. Пізніше Балажиц говорив, що він не зміг закріпитися в Іспанії через психологічний фактор.
У січні 2008 року він перейшов в «Ґоріцу». В сезоні 2007/08 команда зайняла 3-е місце в чемпіонаті Словенії, поступившись лише «Коперу» та «Домжале». 28 липня 2008 року дебютував в єврокубках у матчі Кубка Інтертото проти «Хибернианса» (0:0), Балажиц вийшов на 71 хвилині взамість Сімона Зівеца. «Ґоріца» успішно пройшла «Хіберніанс», але в наступному раунді програла болгарському «Чорноморцю».
В сезоні 2008/09 разом із командою став срібним призером чемпіонату, клуб поступився лише «Марібору». В липні 2009 року провів 2 матчі кваліфікації Ліги Європи проти фінського «Лахті», «Ґоріца» поступилась фінам (2:1 за сумою двох матчів). В сезоні 2009/10 «Горица» стала бронзовим призером чемпіонату Словенії. Літом 2010 року команда також брала участь у кваліфікації Ліги Європи, цього разу клуб поступився данському «Раннерсу» (4:1 за сумою двох матчів). Всього в чемпіонаті Словенії Балажиц провів 72 матчі та забив 2 м'ячі.
У січні 2011 року підписав чотирирічний контракт із львівськими «Карпатами». Ґреґор взяв собі 21 номер. Літом 2011 року «Гориця» хотіла продати Балажица у клуб італійської Серії А. В Прем'єр-лізі України дебютував 6 березня 2011 року у ви'їзному матчі проти київського «Арсеналу» (2:2), в цьому матчі Балажиц забив гол на 64 хвилині у ворота Сергія Погорілого. Після цього він був визнаний найкращим гравцем у матчі на думку відвідувачів офіційного сайту «Карпат».
У лютому 2015 року підписав контракт із сербським клубом «Партизан».

### Кар'єра в збірній
2004 року він почав грати у юнацькій збірній Словенії до 17 років, всього за команду він провів 3 матчі. За збірну Словенії до 19 років він зіграв 8 матчів.
На даний час він виступає за молодіжну збірну до 21 року.

## Досягнення
- Срібний призер чемпіонату Словенії (1):

«Горіца»: 2008/09
- Бронзовий призер чемпіонату Словенії (2):

«Горіца»: 2007/08, 2009/10
- Чемпіон Сербії (1):

«Партизан»: 2014/15
- Срібний призер чемпіонату Сербії (1):

«Партизан»: 2015/16
- Володар Кубку Сербії (1):

«Партизан»: 2015/16
- Фіналіст Кубка Сербії (1):

«Партизан»: 2014/15
- Фіналіст Кубка Росії (1):

«Урал»: 2016/17

## Манера гри
Балажиц виступає на позиції центрального захисника, хоча може зіграти на позиції опорного півзахисника. Грегор є координованим та швидким футболістом. Він добре забирає м'яч. Головний тренер «Карпат» Олег Кононов сказав, що у Балажица є інтелект, також про те, що у нього великий потенціал.

## Цікаві факти
- Трансфер Балажица із «Ґоріци» у «Карпати» обійшовся українському клубу у 400 тисяч євро і став найбільшим за всю його історію[8].